# Tuffi ai campionati mondiali di nuoto 2017 - Trampolino 3 metri sincro femminile
La gara dei tuffi dal trampolino 3 metri sincro femminile dei campionati mondiali di nuoto 2017 è stata disputata il 17 luglio presso la Duna Aréna di Budapest. La gara, alla quale hanno preso parte 19 coppie di atlete provenienti da altrettante nazioni, si è svolta in due turni, in ognuno dei quali le coppie hanno eseguito una serie di cinque tuffi.
La competizione è stata vinta dalla coppia cinese Chang Yani e Shi Tingmao, mentre l'argento e il bronzo sono andati rispettivamente alla coppia canadese Jennifer Abel e Melissa Citrini-Beaulieu e a quella russa Nadežda Bažina e Kristina Il'inych.

## Programma
| Data           | Ora (UTC+2) | Turno       |
| -------------- | ----------- | ----------- |
| 17 luglio 2017 | 10:00       | Preliminari |
| 17 luglio 2017 | 16:00       | Finale      |

## Risultati

### Preliminari
| Pos. | Nazione       | Atlete                                 | Tot.   | T1    | T2    | T3    | T4    | T5    | Ord. | Note |
| ---- | ------------- | -------------------------------------- | ------ | ----- | ----- | ----- | ----- | ----- | ---- | ---- |
| 1    | Cina          | Chang Yani Shi Tingmao                 | 320,40 | 51,00 | 51,60 | 72,90 | 73,80 | 71,10 | 16   | Q    |
| 2    | Canada        | Jennifer Abel Melissa Citrini-Beaulieu | 306,60 | 49,80 | 49,20 | 72,00 | 74,40 | 61,20 | 12   | Q    |
| 3    | Russia        | Nadežda Bažina Kristina Il'inych       | 304,80 | 48,60 | 49,20 | 70,20 | 66,60 | 70,20 | 6    | Q    |
| 4    | Australia     | Maddison Keeney Anabelle Smith         | 297,66 | 48,60 | 44,40 | 70,20 | 66,96 | 67,50 | 14   | Q    |
| 5    | Malaysia      | Ng Yan Yee Nur Sabri                   | 291,54 | 45,60 | 48,60 | 65,70 | 63,24 | 68,40 | 1    | Q    |
| 6    | Stati Uniti   | Maria Coburn Alison Gibson             | 283,65 | 47,40 | 46,20 | 63,90 | 65,70 | 60,45 | 5    | Q    |
| 7    | Messico       | Arantxa Chávez Melany Hernández        | 274,62 | 44,40 | 37,20 | 65,70 | 68,82 | 58,80 | 15   | Q    |
| 8    | Gran Bretagna | Grace Reid Katherine Torrance          | 271,20 | 48,00 | 48,60 | 48,60 | 59,40 | 66,60 | 2    | Q    |
| 9    | Ucraina       | Anastasija Nedobiha Diana Shelestyuk   | 270,57 | 45,60 | 43,80 | 62,10 | 54,90 | 64,17 | 13   | Q    |
| 10   | Germania      | Friederike Freyer Tina Punzel          | 269,10 | 46,80 | 45,00 | 59,40 | 53,10 | 64,80 | 4    | Q    |
| 11   | Brasile       | Luana Lira Tammy Takagi                | 265,20 | 46,20 | 43,20 | 55,08 | 61,32 | 59,40 | 8    | Q    |
| 12   | Paesi Bassi   | Inge Jansen Daphne Wils                | 258,30 | 44,40 | 40,20 | 60,30 | 51,30 | 62,10 | 19   | Q    |
| 13   | Corea del Sud | Kim Na-mi Moon Na-yun                  | 251,88 | 48,60 | 44,40 | 55,08 | 51,24 | 52,56 | 10   |      |
| 14   | Sudafrica     | Micaela Bouter Nicole Gillis           | 249,66 | 45,00 | 43,80 | 56,70 | 51,24 | 52,92 | 7    |      |
| 15   | Svizzera      | Vivian Barth Jessica-Floriane Favre    | 243,75 | 40,80 | 42,60 | 51,03 | 57,12 | 52,20 | 3    |      |
| 16   | Macao         | Choi Sut Kuan Choi Sut Ian             | 241,92 | 45,00 | 44,40 | 42,48 | 58,80 | 51,24 | 18   |      |
| 17   | Ungheria      | Flóra Gondos Villő Kormos              | 237,54 | 45,60 | 42,00 | 53,46 | 48,60 | 47,88 | 11   |      |
| 18   | Lituania      | Indre Girdauskaitė Genevieve Green     | 226,53 | 40,80 | 40,80 | 46,80 | 49,41 | 48,72 | 9    |      |
| 19   | Nuova Zelanda | Shaye Boddington Elizabeth Cui         | 218,10 | 38,40 | 36,60 | 39,60 | 56,70 | 46,80 | 17   |      |

### Finale
| Pos. | Nazione       | Atlete                                 | Tot.   | T1    | T2    | T3    | T4    | T5    | Ord. |
| ---- | ------------- | -------------------------------------- | ------ | ----- | ----- | ----- | ----- | ----- | ---- |
| 1    | Cina          | Chang Yani Shi Tingmao                 | 333,30 | 54,00 | 51,60 | 75,60 | 72,90 | 79,20 | 12   |
| 2    | Canada        | Jennifer Abel Melissa Citrini-Beaulieu | 323,43 | 50,40 | 49,20 | 73,80 | 75,33 | 74,70 | 11   |
| 3    | Russia        | Nadežda Bažina Kristina Il'inych       | 312,60 | 48,60 | 49,80 | 68,40 | 72,90 | 72,90 | 10   |
| 4    | Australia     | Maddison Keeney Anabelle Smith         | 301,23 | 48,00 | 48,60 | 68,40 | 66,03 | 70,20 | 9    |
| 5    | Gran Bretagna | Grace Reid Katherine Torrance          | 294,60 | 47,40 | 47,40 | 66,60 | 68,40 | 64,80 | 5    |
| 6    | Malaysia      | Ng Yan Yee Nur Sabri                   | 288,72 | 48,60 | 46,20 | 69,30 | 68,82 | 55,80 | 8    |
| 7    | Ucraina       | Anastasija Nedobiha Diana Shelestyuk   | 280,56 | 49,20 | 46,80 | 66,60 | 60,30 | 57,66 | 4    |
| 8    | Paesi Bassi   | Inge Jansen Daphne Wils                | 280,50 | 46,20 | 44,40 | 64,80 | 57,60 | 67,50 | 1    |
| 9    | Germania      | Friederike Freyer Tina Punzel          | 279,60 | 47,40 | 45,00 | 64,80 | 63,90 | 58,50 | 3    |
| 10   | Messico       | Arantxa Chávez Melany Hernández        | 279,27 | 48,00 | 45,00 | 65,70 | 54,87 | 65,70 | 6    |
| 11   | Stati Uniti   | Maria Coburn Alison Gibson             | 252,42 | 46,80 | 46,20 | 45,90 | 54,00 | 59,52 | 7    |
| 12   | Brasile       | Luana Lira Tammy Takagi                | 247,05 | 43,80 | 43,80 | 54,27 | 52,08 | 53,10 | 2    |